# Aftermath (album d'Amy Lee)
Pour les articles homonymes, voir Aftermath.
Albums de Amy Lee
N/A
Aftermath est la bande originale du film War Story de Mark Jackson. Interprété par Amy Lee et Dave Eggar (en), le disque est sorti le 25 août 2014.

## Liste des chansons
| No  | Titre                                      | Producer(s)                     | Durée |
| --- | ------------------------------------------ | ------------------------------- | ----- |
| 1.  | Push the Button                            | Lee                             | 3:13  |
| 2.  | White Out (avec Dave Eggar)                | Palmer, Eggar                   | 1:29  |
| 3.  | Remember to Breathe (avec Dave Eggar)      | Eggar                           | 1:24  |
| 4.  | Dark Water (avec Malika Zarra)             | Lee, Eggar, Palmer, Johnny Nice | 3:29  |
| 5.  | Between Worlds (avec Dave Eggar)           | Lee, Palmer                     | 3:35  |
| 6.  | Drifter (avec Dave Eggar)                  | Lee                             | 1:55  |
| 7.  | Can't Stop What's Coming (avec Dave Eggar) | Palmer, Lee                     | 2:04  |
| 8.  | Voice in My Head (avec Dave Eggar)         | Lee, Eggar, Palmer              | 3:47  |
| 9.  | Lockdown (avec Dave Eggar)                 | Lee, Eggar, Palmer              | 4:58  |
| 10. | After (avec Dave Eggar)                    | Palmer                          | 3:53  |